# Zagrebački folklorni ansambl dr. Ivana Ivančana

## Povijest
Od samog osnutka u svibnju 1945.  Zagrebački folklorni ansambl dr. Ivana Ivančana (tada OKUD "Joža Vlahović") se posvetio izvođenju umjetnički oblikovanog folklora određenih sela ili područja. Izbjegnuti su svi spektakularni elementi i stilizirano izvođenje. Temelje takvog pristupa postavio je prvi umjetnički voditelj i koreograf prof. Zvonimir Ljevaković koji je isključivo od plesača i svirača ZFA 1949. osnovao Ansambl narodnih plesova i pjesama Hrvatske LADO (tada "Zbor narodnih plesova i pjesama"). Jedan od osnivača ansambla i nasljednik prof. Zvonimira Ljevakovića na poziciji umjetničkog voditelja i koreografa Ivan Ivančan nastavlja tim putem, razvija principe scenske primjene folklora i što je još važnije znanstveno ih uobličuje. Dobrim koreografom ne može se postati ako se ne posjeduje prethodno iskustvo o izvornom plesu, muzici i područjima. Koreograf bira teme iz tradicionalnih folklornih izvora time što nazoči seoskim proslavama, te zapisuje dijelove narodnog nasljeđa. Sam ansambl neprekidno u svoj program ugrađuje izbor raznolikih nacionalnih nošnji koje su uvijek autentične, a posebnu pažnju poklanja odgovarajućoj nošnji, ukrasima i oglavljima. Na sličan način se u programu koriste i muzički instrumenti. Pored tambure koriste se i drugi instrumenti : ljerice, gajde, dude, sopile, mišnice, šurle, vidalice, dvojnice, samice, dangubice, diple i bubanj.
Izvođenje hrvatskog folklora traži dobru plesačku tehniku i izražajno pjevanje. Kod prijema novih plesača – pjevača u ansambl potrebna se pažnja poklanja pjevačkim sposobnostima svakog člana.
Zagrebački folklorni ansambl dr. Ivana Ivančana najveći je i najuspješniji promicatelj hrvatskog folklora. Kontinuirana visoka kvaliteta ansambla rezultirala je mnogim gostovanjima i nastupima na skoro svim značajnim festivalima i natjecanjima u svijetu. Vrijedno je istaknuti da je ZFA na svim natjecateljskim festivalima na kojima je sudjelovao, osvojio jedno ili više odličja.
Programski je najveća snaga ansambla u cjelovečernjim, dvosatnim koncertima kada do punog izražaja dolaze koncepcija, ljepota i vrijednost koreografija, pjesama, lijepo sviranje, tehnički nivo izvedbi, držanje na sceni, mladost ansambla; sve ono što izvedbu čini dojmljivom i umjetnički vrijednom. Mogućnost da takve predstave ponovi u kontinuiranom nizu, odlika je vrhunskog ansambla.
ZFA je to potvrdio na brojnim, isključivo koncertnim gostovanjima diljem svijeta predstavljajući hrvatsku tradicijsku kulturu u najpoznatijim dvoranama: “Queen Elizabeth Hall” u Londonu i “Town Hall” u Birminghamu (Engleska), “Sapru House” i “Music Concert Hall” u New Delhiju, te “Homi Babha Auditorium” u Bombaju (Indija), “Liaknuat Memorial Hall” u Lahoreu, Islambadu (Pakistan), “Radio Concert Hall” u Bagdadu (Irak), “Amphiteatre Romain” u Tunisu (Tunis), “Pitman Theater” u Millwaukeeu (Wisconsin, SAD), “Hart Plaza” u Detroitu (Michigan, SAD), “Duquesne University” u Duquesneu, Pittsburgh (Pennsylvania, SAD), “Hilton” u Pittsburghu (Pennsylvania, SAD), “Georgetown University” u Washingtonu (Washington D. C., SAD), “Kemal Ataturk Concert Hall” u Istanbulu (Turska), “Deutsches Teater” i “Prinzregenten Teater” u Münchenu, “Stadtteater” u Ingolstadtu, “Palmengarten” u Frankfurtu (Njemačka), “Arnele Romane” u Bukureštu (Rumunjska), “Nationaltheatre” u Luxoru (Egipat), “ De Doelen” u Rotterdamu te “Vondel Park” u Amstedamu (Nizozemska), “Expotheater” u Montrealu (Kanada), “Teatro Municipal” u Madridu, Gihonu i Valladolidu (Španjolska), “L odet Palace” u Quimperu i “Lino Ventura” u Nici, "Opera house" u Antibesu (Francuska), "Teatro Peruano Japones" u Limi (Peru), "Auditorio Belgrano" u Buenos Airesu (Argentina) te mnogim drugim. Ansambl redovito nastupa u Hrvatskom narodnom kazalištu u Zagrebu. 
Pored toga ZFA je snimao posebne programe za mnoge svjetske kuće poput BBC-a, RAI, ZDF, te u Kanadi, Portugalu, Španjolskoj, Egiptu, Švicarskoj i drugdje. 
Kontinuitet uspješnost ansambla od osnutka (u svibnju 1945.) do danas nisu slučajni, već su rezultat pravilnog pristupa u stvaranju umjetničkog profila ansambla, najvećeg hrvatskog folklornog stručnjaka, istraživača i etnokoreologa dr.sc. Ivana Ivančana i njegovih sljedbenika u ZFA. Za vrijeme njegovog umjetničkog vođenja prvo mu je asistirao Hanibal Dundović kasniji umjetnički voditelj Ansambla narodnih plesova i pjesama Hrvatske "Lado", potom dr. sc. Stjepan Sremac (kasniji voditelj ZFA i generalni direktor Ansambla "Lado"). Dr. sc. Stjepana Sremca nasljeđuje Josip Živković koji Ansambl vodi deset godina, a njega, 1989. godine umjetnički voditelj i koreograf Andrija Ivančan. Od 2010. do 2021. godine Ansambl je vodio stručni voditelj i koreograf Stjepan Perko. 2021. vodstvo preuzima Ivan A. Ivančan.

## Izdanja

### CD
1. TAMO PREKO DRAVE - Hrvatske narodne pjesme i plesovi
2. RADUJTE SE NARODI - Hrvatske narodne božične pjesme
3. SONGS & DANCES FROM CROATIA (ARC Music Productions Int. Ltd.)
4. GLOBAL VOICES OF PRAISE - Christian Choirs of the World (ARC Music Productions Int. Ltd.)
kompilacija(ZFA: Kyrie Eleison)
5. CHOIRS OF THE WORLD - Beautiful ethnic choirs from 30 different cultures (ARC Music Productions Int. Ltd.)

### VHS
1. The Folklore Ensemble Joža Vlahović - part 1
2. The Folklore Ensemble Joža Vlahović - part 2
3. Zagrebački folklorni ansambl dr. Ivana Ivančana in Concert 1

### Promo DVD
1. "Sakaj teče od zipke do sveče" - koncert
2. "Sako leto ima nekaj novoga" - koncert HNK

### LP
1. Ansambl "Joža Vlahović" pleše i pjeva - Jugoton, Zagreb
2. Folklorni ansambl "Joža Vlahović"; "Igraj kolo" - Jugoton, Zagreb
3. "Hitro kolo brat do brata"; FA "Joža Vlahović" - Jugoton, Zagreb
4. Music and Dance from Yugoslavia; KUD "Joža Vlahović"/ZAGREB 
o.I.v. Dr. Ivan Ivančan - Negram, Rotterdam

## Vanjske poveznice
- Službena stranica